# Faust (Lenau)

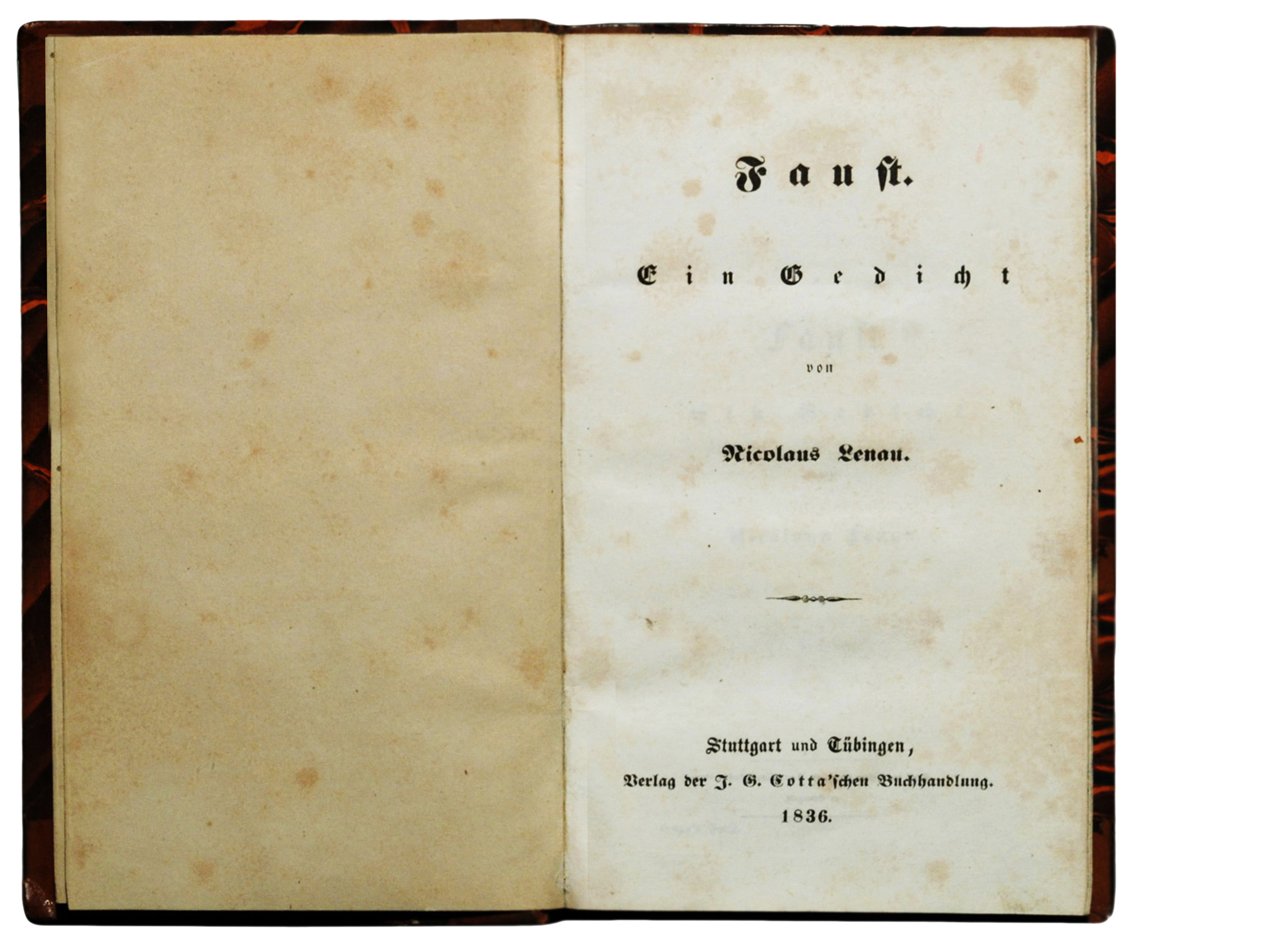
Titelblatt des Erstdruckes

Faust. Ein Gedicht ist ein Vers-Epos von Nikolaus Lenau, das 1836 vollendet wurde und 1840 in einer veränderten Ausgabe im Druck erschien. Lenaus Faust fällt Mephisto zum Opfer und drückt den Weltschmerz des Autors aus.

„Faust ist zwar von Goethe geschrieben, aber deshalb kein Monopol Goethes, von dem jeder andere ausgeschlossen wäre. Dieser Faust ist Gemeingut der Menschheit.“

## Form
Lenau verwendet eine sehr bildhafte Sprache, die Emotionen transportiert, bzw. unterstreicht. Der Text teilt sich in Dialoge (Dramatik) und Erzählpassagen (Epik), mit unterschiedlich langen Versmaßen. Das Werk entstand 1833 bis 1835 als Gegensatz zu Goethes Faust. Inhaltlich und sprachlich ähnelt es Goethes Faust, aber Lenau interpretiert den Fauststoff anders, sein Faust weicht wesentlich vom Vorbild ab.

## Personen

### Faust
Lenaus Faust unterscheidet sich stark von Goethes Protagonist. Er strebt nicht nur nach Erkenntnis, sondern nach Allmacht: er will an Gottes Stelle treten. Gleichzeitig ist er ein schwacher Mensch, der sich leicht beeinflussen lässt. Er wird zum Werkzeug Mephistopheles'.

### Mephistopheles
Der Teufel ist hier allmächtig und untersteht nicht wie bei Goethe Gott. Er ist die personifizierte Intelligenz, gefühl- und emotionslos. Nach einem von Anfang an feststehenden Plan zieht er um sein Opfer immer engere Schlingen, bis es sich ihm schließlich, dem Wahn verfallen, ergibt. Mephisto, Philosoph und Aufklärer, gewinnt den Kampf im Gegensatz zu Goethes Figur.

### Nebenfiguren
Zu den Nebenfiguren gehören Fausts Famulus Wagner, sein Jugendfreund Graf von Isenburg, ein Mönch, ein Minister, König und Königin, der Schmied und seine Frau, der Herzog, Prinzessin Maria und ihre Zofe, ein Kapitän, ein Priester, einige Matrosen, Dirnen und Spielleute.

## Inhalt
Faust ist ein Mann von tiefem Gemüt und reinem Willen. Der Teufel verspricht, ihn zur Erkenntnis und Wahrheit zu führen, wenn er sich ihm anvertraue. Faust unterzeichnet den Vertrag und ist bereit eine Bibel ins Feuer zu werfen. Schwieriger als die Abwendung von Gott wird für ihn die Lösung von der Natur, in der er vorher die Geheimnisse der Schöpfung zu finden glaubte.
In Gestalt eines Jägers errettet Mephisto Faust vor einem Bergsturz, unterbricht dann ein Gespräch zwischen Faust und dessen Schüler Wagner bei einer Leichensektion und lässt Faust einen Vertrag unterschreiben, mit dem er sich von Gott löst. Nun stürzt er Faust in Lust, wahre Liebe, Mord und schließlich Selbstmord. Faust stellt fest, dass ihm sogar die „Freundin“ Natur fremd geworden ist, deshalb trennt er sich von seiner Heimat und dem Grab seiner Mutter, er will in die „Einsamkeit des Meeres“. Als „politisches Genie“ erläutert Mephisto einem Minister die Kunst der Staatsführung: „Verkümmert stets, doch nie zu scharf, dem Volk den sinnlichen Bedarf.“ Er hält Faust die völlige Autonomie des Ichs als höchste Freiheit vor Augen. Faust besiegt sein schlechtes Gewissen, triumphiert über den Sturm auf dem Meer und ist niemandes Untertan, allerdings völlig vereinsamt. Zum Schluss sieht er sich als einen Traum Gottes, niemals von diesem getrennt, und träumt sich „das Messer in das Herz“. Nachdem sich Faust erstochen hat, triumphiert Mephisto endgültig über ihn: „Da bist du in die Arme mir gesprungen, Nun hab ich dich und halte dich umschlungen!“

## Interpretation
Faust sehnt sich nach Gott, der ihn hält und versteht, will aber gleichzeitig unabhängig und selbst gottgleich sein. Aus diesem Konflikt entsteht die Sehnsucht nach dem Untergang. Lenaus Faust schwankt wie sein Vorbild zwischen Hoffnung und Verzweiflung. Er wird aber, anders als bei Goethe, nicht gerettet. Das Werk reflektiert den Weltschmerz Lenaus.

## Musik
Die Episode um den Tanz in der Dorfschenke inspirierte Franz Liszt zu einem seiner bekanntesten Soloklavierwerke, dem Mephisto-Walzer Nr. 1.

## Vertonungen
Friedemann Holst-Solbach (2014): „Der Vertrag“ – Oper in 3 Akten. (Faust – Ein Gedicht, in Teilen vertont und unterlegt). Libretto: Erich Schwarz. Inhalt: Ouvertüre und Prolog. I. Akt: ‚Der Pakt mit dem Teufel’ mit 2 Bildern. II. Akt: ‚Die Reise’ mit 5 Bildern. III. Akt: ‚Die Seereise’ mit Zwischenspiel und 2 Bildern. Epilog. Der Klavierauszug hat 177 Seiten incl. einem zwölfseitigen Libretto mit Regievorschlägen. Klavierauszug: ISMN 9-790-50072-609-8. Die Partitur und Einzelstimmen stehen als Leihmaterial zur Verfügung. © 2014 by Edition Meisel GmbH, Berlin.

## Ausgaben
- Nikolaus Lenau: Faust. Ein Gedicht. Reclam, Stuttgart 2004, ISBN 3-15-001524-3
- Nikolaus Lenau: Faust. Ein Gedicht. Adamant Media Corporation, 2003, ISBN 978-0543701398